# Graniasta Turnia
Graniasta Turnia (słow. Hranatá veža, niem. Mautstein, węg. Vám-kő, 2260 m n.p.m.) – szczyt w głównej grani Tatr, wznoszący się nad doliną Rówienki (Rovienková dolina) i Doliną Staroleśną (Veľká Studená dolina). Od Świstowego Szczytu (Svišťový štít, 2385 m) oddzielony jest Świstową Przełęczą (Svišťové sedlo, 2192 m), a od Rówienkowej Turni (Rovienková veža, 2273 m) – Graniastą Przełęczą (Vyšné Rovienkové sedlo, 2235 m) i Rówienkową Szczerbiną (ok. 2240 m). Ma dwa blisko siebie położone wierzchołki, z których nieco wyższy jest południowo-zachodni. W grani opadającej do Świstowej Przełęczy znajduje się niewybitna Złotnikowa Czuba (Rovienková stena), oddzielona od Graniastej Turni Złotnikowymi Wrótkami (Rovienková priehyba).
Na Graniastą Turnię nie prowadzi żaden szlak turystyczny. Najłatwiejsza droga nieznakowana prowadzi od Świstowej Przełęczy szerokim, pozbawionym trudności grzbietem.
Pierwsze znane wejścia:
- latem – August Otto i Johann Hunsdorfer senior, 20 lipca 1897 r.,
- zimą – Gyula Hefty i Gyula Komarnicki, 1 lutego 1914 r.

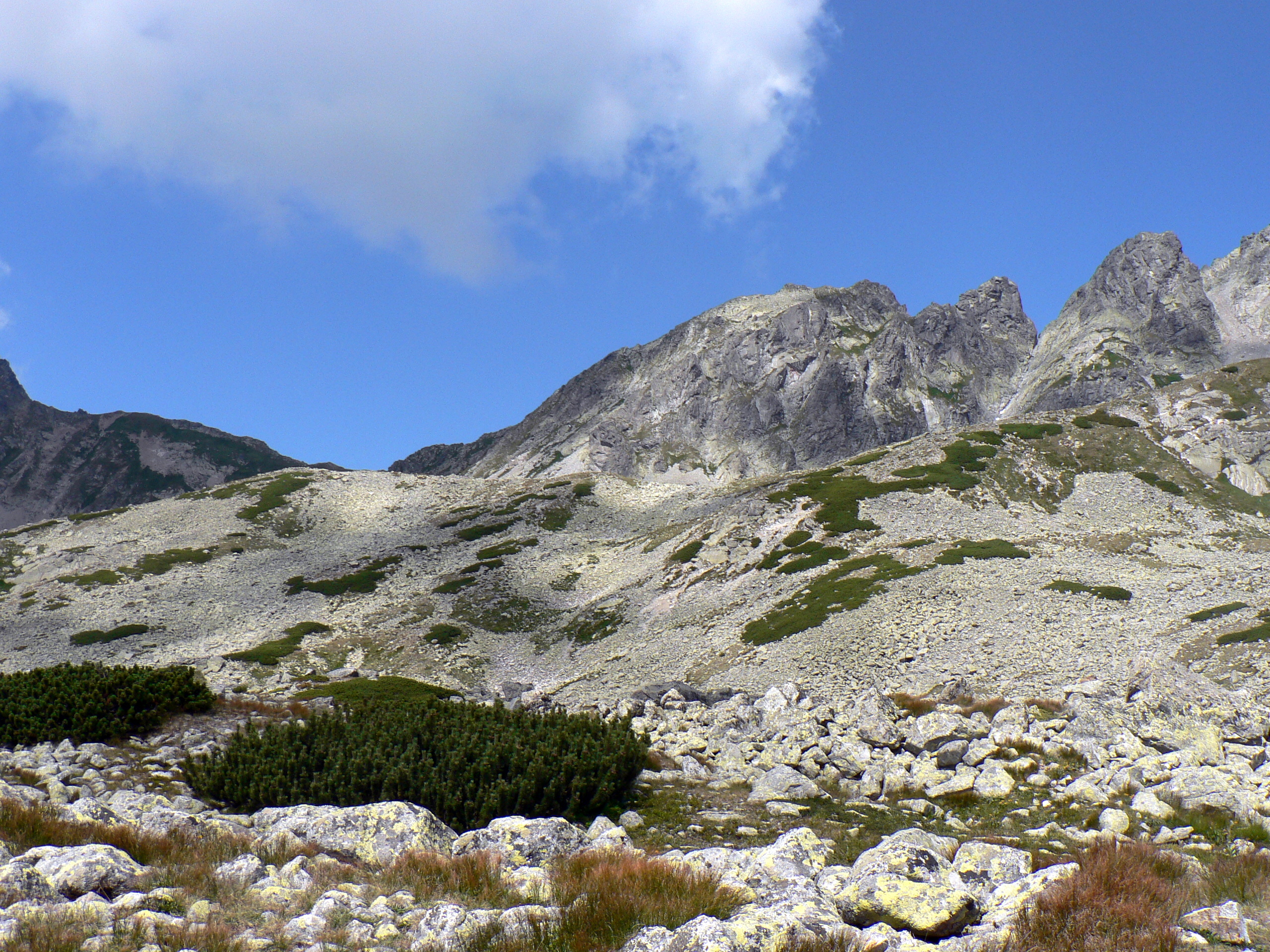
Graniasta Turnia, Rówienkowa Turnia i Krzesany Róg